# Таволиере
Таволиере (Тавольере, итал. Tavoliere delle Puglie) — слабовсхолмлённая заболоченная низменность на юге Италии, на юго-восточном побережье Апеннинского полуострова, в регионе Капитаната на севере Апулии. На севере и юго-востоке соприкасается с Адриатическим морем. В юго-восточной части прилегает к заливу Манфредония. Длина около 100 км, ширина — около 50 км.
Слово tavoliere образовано от tavola + -iere и может означать «игровая доска» (например, шахматная доска).
Прилегает к восточному склону южных Апеннин (отрогу Дауния, 1151 м, гора Корнаккья). Находится между приподнятыми в четвертичный период куполообразным массивом Гаргано на северо-востоке и длинным меловым плато Мурдже, вытянутым к юго-востоку и выступающем в море полуостровом Салентина, кончающимся мысом Санта-Мария-ди-Леука. Представляет собой недавно приподнятый участок морского дна. Сложена плиоценовыми слоями, прикрытыми морскими четвертичными отложениями.

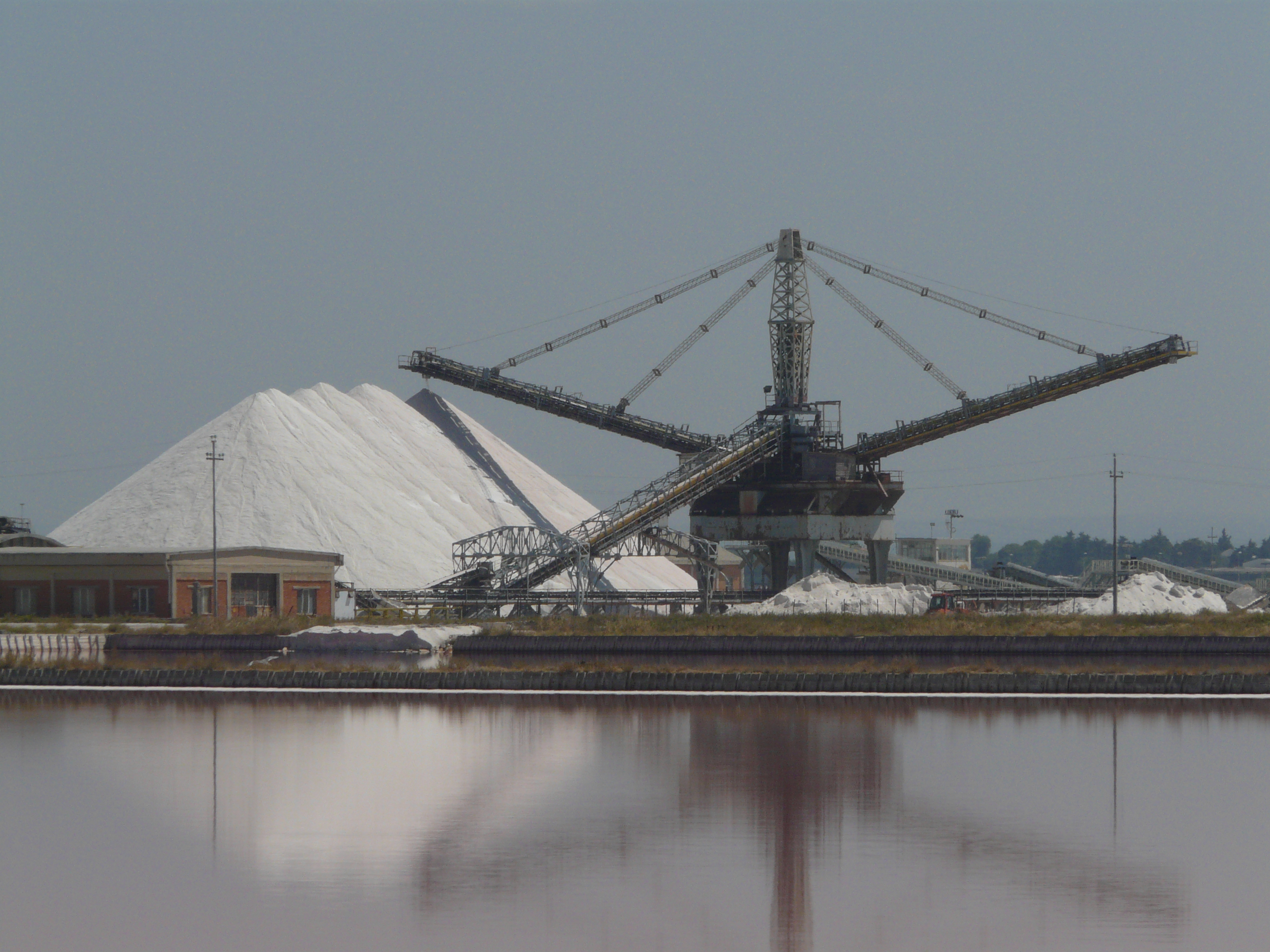
Соляные разработки у города Маргерита-ди-Савойя

Низменность пересекают реки Канделаро, Черваро, Офанто и Карапелле, впадающие в залив Манфредония. Границей низменности в северной части является река Форторе. У устья Форторе расположены лагуны Лезина и Варано

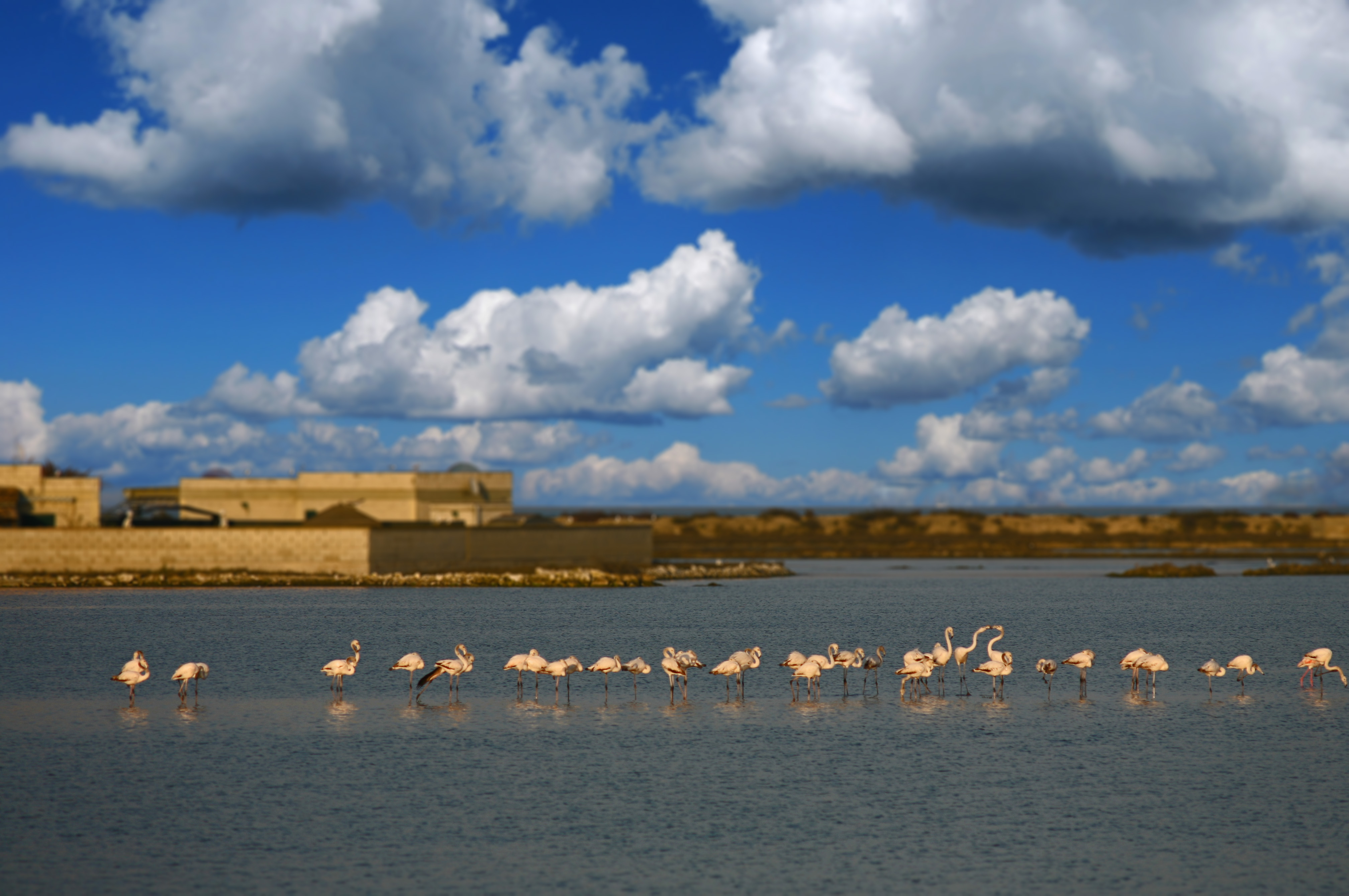
Красный фламинго на озере Сальсо у города Манфредония

У города Маргерита-ди-Савойя находятся соляные разработки — крупнейшие по производительности соляные разработки в Италии. Древнегреческий географ Страбон сообщает о существовавшем здесь, между Салапией и Сипунтом большом озере с выходом в море. Комплекс сообщающихся прибрежных водно-болотных угодий представляет собой то, что сегодня осталось от древних мелиоративных вмешательств, затронувших всё побережье залива Манфредония. Комплекс солончаков Маргерита-ди-Савойя, соединённых с морем, — один из крупнейших в Европе. Его площадь около 4200 га. На участке развились заросли галофитов (гигрогалофитов) семейства Амарантовые с преобладанием Arthrocaulon macrostachyum. Здесь находится множество водоёмов разной глубины и солённости. Тростник и травы семейства Осоковые образуют разбросанные заросли. Комплекс является водно-болотными угодьями международного значения, входящими в Рамсарский список (3871 га с 1979 года) и сеть охранных участков на территории ЕС «Натура 2000». Играет важную роль как район отдыха, зимовки и размножения на путях миграции птиц, пересекающих Средиземное море. На участке зимуют до 30 000 водоплавающих птиц многочисленных видов. В середине 1990-х годов здесь начала гнездиться крупнейшая на материковой части Италии колония красных фламинго (Phoenicopterus ruber). Из других редких видов — шилоклювка (Recurvirostra avosetta), морской голубок (Chroicocephalus genei), черноголовая чайка (Ichthyaetus melanocephalus), чайконосая крачка (Gelochelidon nilotica). Деятельность человека включает коммерческую добычу соли, разведение рыбы и экотуризм.
Болото Фраттароло представляет собой обширную затопленную прибрежную равнину, в древности затопляемую Канделаро, с обширными участками Arthrocaulon macrostachyum, плавнями и тростниковыми зарослями. Tamarix africana образует разбросанные заросли. Среди видов, представляющих особый интерес и наблюдаемых в районе Фраттароло, — тонкоклювый кроншнеп (Numenius tenuirostris).
Озеро Сальсо (ex Daunia Risi) представляет собой обширное пресное искусственное водохранилище с обширными зарослями тростника и затопленными болотами.
Салапия служила гаванью для древнего города Аргириппа (Арпи), находившегося близ города Фоджа. По Страбону Сипунт (др.-греч. Σιπιούς, лат. Sipontum) получил название от выбрасываемых на берег каракатиц (др.-греч. σηπία, лат. sepia).
Таволиере находится в одном из самых сухих районов Италии и получает среднегодовое количество осадков менее 500 мм. Летом сожжена солнцем, зимой покрывается сочной травой. С древности использовалась как зимнее пастбище. Пастухи (первоначально — самниты) платили значительную плату хозяевам, которыми выступали римское правительство, ломбарды, византийцы, норманны и неаполитанские Бурбоны. Неаполитанский король Альфонсо Арагонском сделал Таволиере государственным имуществом и сделал зимовку на пастбище обязательной, создав аналог испанской mesta.
При Мюрате, которого Наполеон сделал королём, на Таволиере стали возделывать землю, а земельная собственность, которая при Бурбонах, по старинному обычаю, ежегодно распределялась по жребию, была при Мюрате отдана в наследственную аренду. После свержения Мюрата в 1815 году боявшийся всяких новшеств король Фердинанд упразднил земледелие, запретил употребление таких плугов, у которых сошник достаточно длинен, чтобы выдергивать сорные травы, и заставил землевладельцев вновь превратить свои поля в пастбища, хотя это было для них менее выгодно.
После объединения Италии по Таволиере проложена Адриатическая железная дорога.
На левом берегу реки Челоне, правого притока Канделаро перед Второй мировой войной построен аэродром Челоне Военно-воздушных сил Италии. После начала войны здесь базировалась эскадрилья люфтваффе. После капитуляции Италии 8 сентября 1943 года захвачен люфтваффе в ходе операции «Ось», однако уже 25 сентября покинут, а вскоре занят англичанами в ходе Итальянской кампании. Аэродром был базой 15-й воздушной армии США до 1945 года.